# Gran Enciclopedia Galega Silverio Cañada
La Gran Enciclopedia Galega Silverio Cañada, o simplemente Gran Enciclopedia Galega, es una enciclopedia de tema gallego, editada en idioma gallego. Dispone de versión en papel y en DVD.
La primera edición, de cuarenta y tres tomos, en castellano y con el nombre de Gran Enciclopedia Gallega Silverio Cañada fue en el año 1974, dirigida por Perfecto Conde, Arturo Reguera López y Xosé Ramón Fandiño Veiga, con la implicación de Xesús Alonso Montero.

## Versión en DVD
La versión en DVD es del año 2005. 
Tiene 100 000 entradas, 25 000 fotografías, 2500 gráficos y 500 mapas —incluyendo un mapa individual por cada uno de los 315 municipios de Galicia—.
Desde la portada la información se presentase en cinco apartados:
- Enciclopedia.
- Biografías, con cerca de 4000 artículos.
- Heráldica, más de 2000 entradas de apellidos y linajes.
- Descubre Galicia, con un índice que llega hasta el nivel de las parroquias.
- Dossier, donde el usuario puede apartar la información que más le interese.

Además dispone de un apartado de anexos, una función de búsqueda avanzada, y un directorio de ayuda.
Fue dirigida por Benxamín Casal y participaron quinientos colaboradores. Miembros del consejo asesor fueron, entre otros, Isaac Díaz Pardo, Xosé Ramón Barreiro Fernández, Xaime Isla Couto, Alfonso Zulueta de Haz, Alfredo Conde, Víctor Fernández Freixanes, Manuel María, Basilio Losada, Xavier Alcalá, Antonio Bonet Correa, José García Oro, Manuel Lucas Álvarez, Xesús Alonso Montero o Xaime Quessada.
En el año 2011 fue distribuida por el Grupo El Progreso por el precio de 9,95 €.

### Citas
1. ↑  Un editor de noso Archivado el 3 de marzo de 2016 en Wayback Machine. artículo del 30/5/2002 de Xesús Alonso Montero en La Voz de Galicia (en gallego).
2. ↑  El Progreso ofrece a Gran Enciclopedia Galega Silverio Cañada en DVD, artículo en El Progreso, 26/11/2010 (en gallego).
3. ↑  De luns a venres del 23/02/2011 Archivado el 11 de enero de 2014 en Wayback Machine., página 5 (en gallego).